# Gorka Knörr Borràs
Gorka Knörr Borràs (Tarragona, 2 de febrer de 1950) és un cantautor i polític català d'ascendència basca.

## Biografia
Nascut a Catalunya de pare alabès i mare catalana. A començaments dels 1970 estudià ciències empresarials a l'Escuela Superior de Técnica Empresarial (ESTE) de Donostia, però influït per Xabier Lete i Lluís Llach decidí dedicar-se a la cançó alhora que aprenia èuscar, així que el 1974 donà classes a una ikastola i formava part de la redacció de la revista Zeruko Argia.
El 1976 va celebrar un concert a Vitòria que fou interromput per ordre governamental. Aleshores va actuar a Argentina (1976), París (1977), Veneçuela (1977), Múnic (1977), Piemont (1977) i Sardenya (1981), on va coincidir amb Irene Papas, Pete Seeger i Léo Ferré. Pel que fa a la seva trajectòria empresarial, entre el 1977 i el 1978, va ser director comercial de Nortrade Export/Import i va participar en el llançament del diari Deia el juny de 1977.
Vinculat al Partit Nacionalista Basc, fou cap del gabinet de premsa del Sindicat dels Empresaris Alabesos i portaveu de la presidència del Govern Basc (1983-1985). De 1985 a 1998 de treballar un temps com a director de marketing i responsable de relacions internacionals del Grup Mondragón, de 1987 a 1995 fou conseller d'Euskal Irrati Telebista (EITB) i de 1998 a 1999 director de l'Institut Basc d'Estadística. Quan es produí l'escissió del PNB el 1986 es va integrar a Eusko Alkartasuna, partit del qual fou secretari general. Fou elegit diputat per Coalició Nacionalista - Europa dels Pobles a les eleccions al Parlament Europeu de 1999. Fou membre del grup Verds-Aliança Lliure Europea del Parlament Europeu i de la Comissió d'Afers Econòmics i Monetaris.
El 2001 deixà l'escó a Brussel·les i fou elegit diputat per Eusko Alkartasuna a les eleccions al Parlament Basc de 2001. De 2001 a 2005 fou vicepresident primer de la mesa del Parlament Basc i assessor del Departament d'Ordenació del Territori, Habitatge i Medi Ambient del Govern Basc.
Casat el 2009 amb Isabel Galobardes, barcelonina, advocada mercantil i Pade de l'IESE, que fou integrant de la Directiva del Barça i presidenta de la Comissió Jurídica blaugrana.
El juny de 2012 Ferran Mascarell va anunciar que Knörr substituiria Fèlix Riera com a director de l'Institut Català de les Empreses Culturals. Va ocupar el càrrec fins al gener de 2013. El febrer del 2013 tornava a la seva feina habitual de consultor d'empreses a Barcelona.
L'any 2019 es presentà a la llista de Junts per Catalunya a les eleccions al Parlament Europeu del 2019 com a número 5.
El 9 de juliol de 2019 fou nomenat delegat de la Generalitat de Catalunya a Madrid. El 29 de juny de 2021, ha estat nomenat delegat davant la UE.
És germà d'Henrike Knörr Borràs i té dos fills, Ainara (1981) i Alain (1985).

## Discografia
La seva música reflecteix una gran preocupació per la temàtica basca.
- Araba kantari (1974)
- Nik nahi dudana (1975)
- Txalaparta (1976)
- Herri bat gara (1978)
- Gutunak (1981)
- ¨Hegaldia" (1985)
- ¨Gogoaren taupadak" (2000)
- Arimaren zubia/Pont de l'ànima (2006)[5]
- Antologia, recopilatori de 20 cançons (Elkar, novembre 2012), previ a un concert anunciat al Victoria Eugenia de Sant Sebastià, el 30/12/2012.